# Новый Вершаут
Новый Вершаут — деревня в Петровском районе Саратовской области, входит в состав сельского поселения Синеньское муниципальное образование.

## География
Находится на расстоянии примерно 17 километров по прямой на северо-восток от районного центра города Петровск.

## История
Официальная дата основания 1859 год. Выселок из татарского села Старый Вершаут (Лопатинский район Пензенской области).  В 1859 году 243 двора и 146 жителей, в 1884 году 248 жителей.

## Население
Постоянное население составило 70 человек (татары 99%) в 2002 году, 52 в 2010.